# Níkos Engonópoulos
Níkos Engonópoulos (en grec moderne : Νίκος Εγγονόπουλος) est un peintre et un poète grec né le 21 octobre 1907 à Athènes et décédé le 31 octobre 1985 à Athènes.

Il fut un des premiers surréalistes de Grèce. On dit même parfois qu'il fut le seul vrai surréaliste de Grèce.

## Biographie
Nikos Engonopoulos est le second fils de Panayotis et Errietti Engonopoulos. Il naquit à Athènes le 21 octobre 1907.
En 1914, à cause de la Première Guerre Mondiale, il dut s'installer à Constantinople, où sa famille était juste venue en voyage. De 1923 à 1927, il fit ses études au lycée Henri IV à Paris. De retour en Grèce, il fit son service militaire dans le Ier Régiment d'Infanterie. Il devint ensuite traducteur pour une banque, puis secrétaire à l'université d’Athènes. En 1930, il travaillait comme dessinateur pour le Département de Planification Urbaine du Ministère grec des Travaux Publics. Il travailla pour ce ministère jusque 1956. Ensuite, il enseigna l'Histoire de l'Art à l'Université.
En 1932, il entra à l'École des Beaux-Arts d'Athènes où il fut l'élève de Konstantínos Parthénis. Il prit aussi des leçons auprès de Fotis Kontoglou. Il se lia alors d'amitié avec d'autres artistes : le poète Andreas Embirikos et les peintres Yannis Tsarouchis et Giorgio de Chirico. Engonopoulos et Tsachouris furent alors les assistants de Kontoglou dans la réalisation de la fresque monumentale qui orne sa maison. Kontoglou fit alors un portrait de Engonopoulos intitulé Engonopoulos le Phanariote.
L'influence des tableaux métaphysiques de Giorgio de Chirico se lit dans certaines œuvres de Nikos Engonopoulos.
En 1941, il partit combattre les troupes italiennes sur le front albanais.
En 1949, il fonda le groupe artistique Armos avec Níkos Chatzikyriákos-Ghíkas, Yannis Tsarouchis, Yannis Moralis, Nikos Nikolaou, Natalia Mela, Panayotis Tetsis and Yorgos Mavroidis.
En 1950, il se maria avec Nelly Andrikopoulou, dont il eut un fils Panos en 1951. Ils divorcèrent en 1954.
En 1960, il épousa Eleni Tsiokou dont il eut une fille Errietti en 1961.
En 1966, il fut décoré de l'Ordre de la Croix d'Or par Georges Ier et de la Croix de Commandeur du Phénix en 1971.

## Peintures
- Janvier 1938 : Présentation de ses premières œuvres, des temperas sur papier, représentant de vieilles maisons de Macédoine occidentale, à l'exposition sur l'Art de Tradition Grecque Moderne
- 1939 Première exposition en solo, dans la maison de Nikos Kalamaris
- 1942 et 1943, il fit partie des peintres présentés à l'Exposition des Peintres Professionnels au Zappéion
- 1948 La Résidence Picheos et L'École de Rigas
- 1949, 1952, 1957, 1963, 1965, 1971, 1973 et 1975 : Participation à l'Exposition Panhellènique au Zappéion
- 1949, 1950, 1952 : Exposition avec le Groupe Armos
- 1949 : Participation au Pavillon grec de l'Exposition Internationale de New-York
- 1951 : Participation à l'Exposition sur les décors de théâtre à Oslo
- 1952 : Poursuite des fresques, entamées par Fotis Kontoglou, de l'église Saint Spyridon à New York
- 1953 : L'Exposition des Peintres grecs entame son périple : Rome et Ottawa en 1953 ; Edmonton, Toronto et Vancouver en 1954 et Sao Paulo en 1955
- 1954 : Nikos Engonopoulos occupe le Pavillon grec à la Biennale de Venise avec 72 de ses œuvres
- 1957 : Participation à l'Exposition sur les décors de théâtre à l'Institut Théâtral International d'Athènes
- 1957 : Participation à l'Exposition de Thessalonique
- 1959 : Participation à l'Exposition sur les décors de théâtre à l'École française d'Athènes
- 1959 : Participation à l'Exposition Zygos
- 1962 : Participation à l'Exposition sur les décors de théâtre à l'Institut Théâtral International d'Athènes
- 1963 : Exposition solo à l'Institut de Technologie d'Athènes. Lors du vernissage, il prononce le discours : Ελάχιστα τινά περί της γενέσεως του έργου μου (Quelques remarques concernant la genèse de mon travail)
- 1964 : Participation à l'Exposition hommage à Georges Bouzianis et D. Evanghelidis
- 1964 : Participation à l'Exposition des Peintres grecs à Bruxelles
- 1966 : Participation à l'Exposition de Thessalonique
- 1973 : Participation à l'Exposition de Thessalonique

## Poésies
- Février 1938 : traduction de poèmes de Tristan Tzara
- Juillet 1938 : premier recueil de poèmes Μην ομιλείτε εις τον οδηγόν (Ne parlez pas au conducteur)
- 1939 Τα Κλειδοκύμβαλα της Σιωπής (Les Clavecins du Silence)
- 1942 Bolivar : un poème grec, son poème le plus célèbre, inspiré du héros sud-américain Simón Bolívar. Ce poème, qui ne circula au départ que sous forme de manuscrit, était symboliquement lu lors des réunions clandestines des opposants à l'occupation nazie. Le poème fut mis en musique en 1968 par Nikos Mamangakis.
- 1944 Sept Poèmes, un pamphlet
- 1946 Η Επιστροφή των Πουλιών (Le Retour des oiseaux) traduit en français par Constantin Kaïteris, (avec une préface de Nanos Valaoritis). L'Harmattan, 2010  (ISBN 978-2-296-12978-8)
- 1949 Éleusis
- 1954 Ο Ατλαντικός (L'Atlantique) pour le magazine Anglo-Elliniki Epitheorisi
- 1957 Εν Ανθηρώ Έλληνι Λόγω (Dans la langue grecque prospère) avec lequel il obtient le Premier Prix de poésie du ministère grec de l'Éducation nationale
- 1963 Ελάχιστα τινά περί της γενέσεως του έργου μου (Quelques remarques concernant la genèse de mon travail) à l'Institut de Technologie d'Athènes, repris ensuite sous le titre Leçon (Διάλεξη) pour la revue Epitheorisi Technis
- 1980 Essai sur le théâtre d'ombres grecs : Karaghiozis

## Théâtre (costumes et décors)
Il dessina les décors et costumes de pièces :
- 1938 : Menaechmi (Les Jumeaux) de Plaute, dirigé par G. Sarandidis, Théâtre Kotopouli
- 1939 : Électre de Sophocle en 1939, dirigé par Karolos Koun, Théâtre Kotopouli
- 1945 : Kapodistrias de Níkos Kazantzákis, mise en scène Socrates Karantinos, Théâtre national de Grèce.
- 1952 : Il burbero di buon cuore de Carlo Goldoni, mise en scène de Socrates Karantinos, Théâtre national de Grèce.
- 1957 : Κόρη, Μορφές μιας γυναίκας, Μήδεια και Ρίγκ και Τρομπέττα pour les ballets grecs de Rallou Manou
- 1959 : Ion d'Euripide et Prométhée Enchaîné d'Eschyle, dirigés par Linos Karzis, Théâtre Themelikos
- 1962 : L'Opéra de quat'sous de Bertolt Brecht, mise en scène N. Hatziskos ; César et Cléopâtre de George Bernard Shaw, mise en scène Alexis Solomos et) and Le Bourgeois gentilhomme de Molière, mise en scène Socrates Karantinos pour le Théâtre d'État de Grèce du Nord
- 1964 : Hippolyte d'Euripide, mise en scène Socrates Karantinos pour le Théâtre d'État de Grèce du Nord
- 1965 : Lysistrata d'Aristophane, mise en scène Socrates Karantinos pour le Théâtre d'État de Grèce du Nord